# La Rose et le Glaive
Cet article possède un paronyme, voir Zorro, l'Épée et la Rose.
La Rose et le Glaive est le vingt-neuvième album de la bande dessinée Astérix, publié le 18 octobre 1991, scénarisé et dessiné par Albert Uderzo.

## Résumé
Affligées par la qualité déplorable de l'enseignement dispensé par Assurancetourix (qui tient le double rôle de barde et de maître d'école), les femmes du village gaulois décident de le congédier et de le remplacer par une homologue féminine, dont elles annoncent l'arrivée imminente. Vexé, le barde quitte le village après une altercation avec elles et s'installe dans la forêt.
Arrivée de Lutèce, la remplaçante, Maestria, est une militante féministe aux idées modernes, prônant la parité hommes-femmes. Elle porte des braies masculines et est adepte de musiques nouvelles peu appréciées au village. Elle s'installe dans le logement d'Assurancetourix et oblige Obélix à retourner à l'école. Son militantisme agressif convainc les femmes du village, qui commencent à l'imiter (vêtements, comportements...), mais irrite les hommes, qui demandent à Astérix de la raisonner. Maestria se montre alors très entreprenante envers lui. Et lorsque Bonemine et l'enseignante prennent le pouvoir, les hommes, excédés, quittent le village les uns après les autres.
Pendant ce temps, Jules César envoie secrètement une centurie spéciale composée de femmes légionnaires — d'après l'idée du centurion Claudius Prenlomnibus, qui les accompagne — persuadé que la galanterie empêchera les Gaulois « de lever la main sur une femme ». Arrivées en Armorique, les femmes soldats s'installent à côté du camp d'Aquarium. Astérix et Obélix assistant à leur arrivée, en informent les Gaulois, puis les Gauloises Maestria et Bonemine, occupées à un défilé de mode. Confiante, la maîtresse d'école décide d'aller parler aux Romaines pour leur proposer la paix. Mais ces dernières ne veulent rien entendre et s'apprêtent à prendre le village d'assaut.
Astérix et Maestria, qui entre-temps ont fait la paix, s'organisent pour déjouer les plans des ennemies. Assurancetourix est chargé de chanter dans la forêt pour les faire fuir. Lorsqu'elles investissent le village, elles y trouvent une « grande quinzaine commerciale » organisée par Maestria et les villageoises, et ne peuvent s'empêcher d'y faire du shopping, au lieu de remplir leur mission.
Pendant ce temps, Astérix, Obélix et leurs amis attaquent les camps romains autour du village. Fuyant un énième chant d'Assurancetourix, les Romaines repartent finalement en bateau à Rome, où César est la risée de tous, après cette nouvelle défaite. Les Gaulois — hommes et femmes — se réconcilient autour d'un banquet final.

## Personnages principaux
- Les habitants du village gaulois, dont :
  - Astérix, guerrier,
  - Obélix, livreur de menhir,
  - Idéfix, chien d'Obélix,
  - enfants du village, dont :
    - fille de Cétautomatix,
    - fils d'Ordralphabétix et de Iélosubmarine,

  - épouse de Cétautomatix,
  - Ordralphabétix, poissonnier,
  - Cétautomatix, forgeron,
  - Assurancetourix, barde, maître d'école,
  - Abraracourcix, chef du village,
  - Panoramix, druide,
  - Bonemine, épouse d'Abraracourcix,
  - Iélosubmarine, poissonnière, épouse d'Ordralphabétix,
  - épouse d'Agecanonix,
  - Agecanonix, vieillard,
- Maestria, barde, nouvelle maîtresse d'école, venant de Lutèce,
- Jules César, imperator romain,
- Claudius Prenlomnibus, créateur d'une centurie féminine,
- Les pirates, dont :
  - Barbe-Rouge (non nommé), chef des pirates,
  - Triple-Patte (non nommé), pirate unijambiste disant des citations latines,
  - Baba (non nommé), vigie des pirates,
- Légionnaires du camp romain d'Aquarium,
- Femmes légionnaires de la centurie féminine.

## Analyse

### Scénario
L'album tourne en dérision à la fois le machisme et le féminisme.

### Personnages
Parmi les enfants jouant au début, le petit Surimix est peut-être fils d'Ordralphabétix, déjà vu dans Astérix en Corse (à moins qu'il ne s'agisse de l'adolescent Blinix, ici plus jeune), et que l'on rencontrera dans l'album La Fille de Vercingétorix. Le petit garçon zozote, comme le fera justement Surimix.
On découvre que Cétautomatix a une fille. On sait déjà qu'il a un fils, vu dans Astérix en Corse. On rencontrera aussi un autre fils adolescent, Selfix, dans La Fille de Vercingétorix (à moins qu'il ne s'agisse du même).
L'acteur italien Aldo Maccione est caricaturé sous les traits d'un légionnaire romain qui aimerait servir dans la légion féminine (planche 30). On le voit prendre une pose qu'il affectionne beaucoup dans ses films : la « marche du séducteur ».
Le nom de Diorix (faisant allusion à Christian Dior), créateur de mode lutécien, est cité par Maestria lors du défilé de mode organisé pour les habitantes du village gaulois : il est dit qu'il a notamment créé les modèles Rose de menhir et Dolmen du soir, pour la collection de printemps (planche 27).
On aperçoit un coiffeur pour dames nommé Cosmétix, présent dans le village gaulois lors de la Grande quinzaine commerciale organisée par les villageoises (planche 37). Il est blond avec une longue natte, et entièrement vêtu de rose.
Est également cité Herpès, créateur de mode lutécien dont les sacs sont vendus lors de cette même quinzaine commerciale (planche 38). Son nom est un jeu de mots entre la marque Hermès et la maladie herpès.
Un certain Brunococatrix, grand organisateur de spectacles de Lutèce, est cité par Maestria qui a promis à Assurancetourix de le lui présenter (planche 44). Son nom fait référence à Bruno Coquatrix.

### Couverture
À l'origine, la couverture devait montrer Astérix, l'air effrayé, se cramponnant à un Obélix stoïque, alors qu'il regarde un glaive avec une rose pointée vers lui.

### Chansons
- Lutèce, c'est une blonde, Lutèce, reine du monde…, chanté par Maestria, parodiant la chanson Paris c'est une blonde, extrait de Ça c'est Paris, chantée par Mistinguett.
- J'ai deux amours, mon pays et Lutèce, pour eux toujours, mon cœur est en liesse, ma cabane est belle, mais à quoi bon le nier, ce qui m'ensorcelle…, chanté par Maestria, parodiant la chanson J'ai deux amours de Joséphine Baker.
- Je suis seul, ce soir…, chanté par Assurancetourix, parodiant la chanson Seule ce soir de Léo Marjane.

### Citations latines
- Qualis artifex pereo ! (Quel artiste périt avec moi !) : phrase prononcée par Assurancetourix voulant quitter le village.
- Gloria victis ! (Gloire aux vaincus) : phrase prononcée par un légionnaire du camp d'Aquarium, qui est le contraire de Vae victis (Malheur aux vaincus).
- Desinit in piscem mulier formosa superne ! (Un beau buste de femme qui se finit en poisson) : phrase prononcée par le pirate Triple-Patte.
- Fluctuat nec mergitur (Il est battu par les flots, mais ne sombre pas) : phrase prononcée par un légionnaire romain enrhumé, sous la forme « Bergitur nec fluctuaaaa… tchoum ! ».
- Quid novi, fili ? (Quoi de nouveau, mon fils ?) : phrase prononcée par Claudius Prenlomnibus.
- Veni, vidi, vici (Je suis venu, j'ai vu, j'ai vaincu) : phrase prononcée par Claudius Prenlomnibus.

## Tirage
Tirage original : 2 000 000 exemplaires (France) - 7 000 000 exemplaires (Europe).